# Obora (Malšice)
Obora (německy Wobora) je malá vesnice, část obce Malšice v okrese Tábor v Jihočeském kraji. Obora leží cca devět kilometrů jižně od Tábora.

## Historie
První písemná zmínka o vesnici pochází z roku 1379. V roce 2015 zahájil v Oboře provoz místní pivovar.

## Obyvatelstvo
| Rok            | 1869 | 1880 | 1890 | 1900 | 1910 | 1921 | 1930 | 1950 | 1961 | 1970 | 1980 | 1991 | 2001 | 2011 | 2021 |
| -------------- | ---- | ---- | ---- | ---- | ---- | ---- | ---- | ---- | ---- | ---- | ---- | ---- | ---- | ---- | ---- |
| Počet obyvatel | 267  | 258  | 259  | 258  | 230  | 209  | 195  | 166  | 157  | 142  | 126  | 110  | 116  | 124  | 120  |
| Počet domů     | 29   | 31   | 32   | 34   | 37   | 39   | 39   | 39   | 37   | 37   | 36   | 42   | 41   | 42   | 45   |

## Obecní správa
Při sčítání lidu v letech 1850–1879 Obora byla osadou obce Maršov v okrese Tábor. V letech 1880–1960 byla samostatnou obcí v okrese Tábor. V letech 1961–1980 byla znovu částí obce Maršov v okrese Tábor. Od 1. července 1980 je částí městyse Malšice v okrese Tábor.

## Galerie

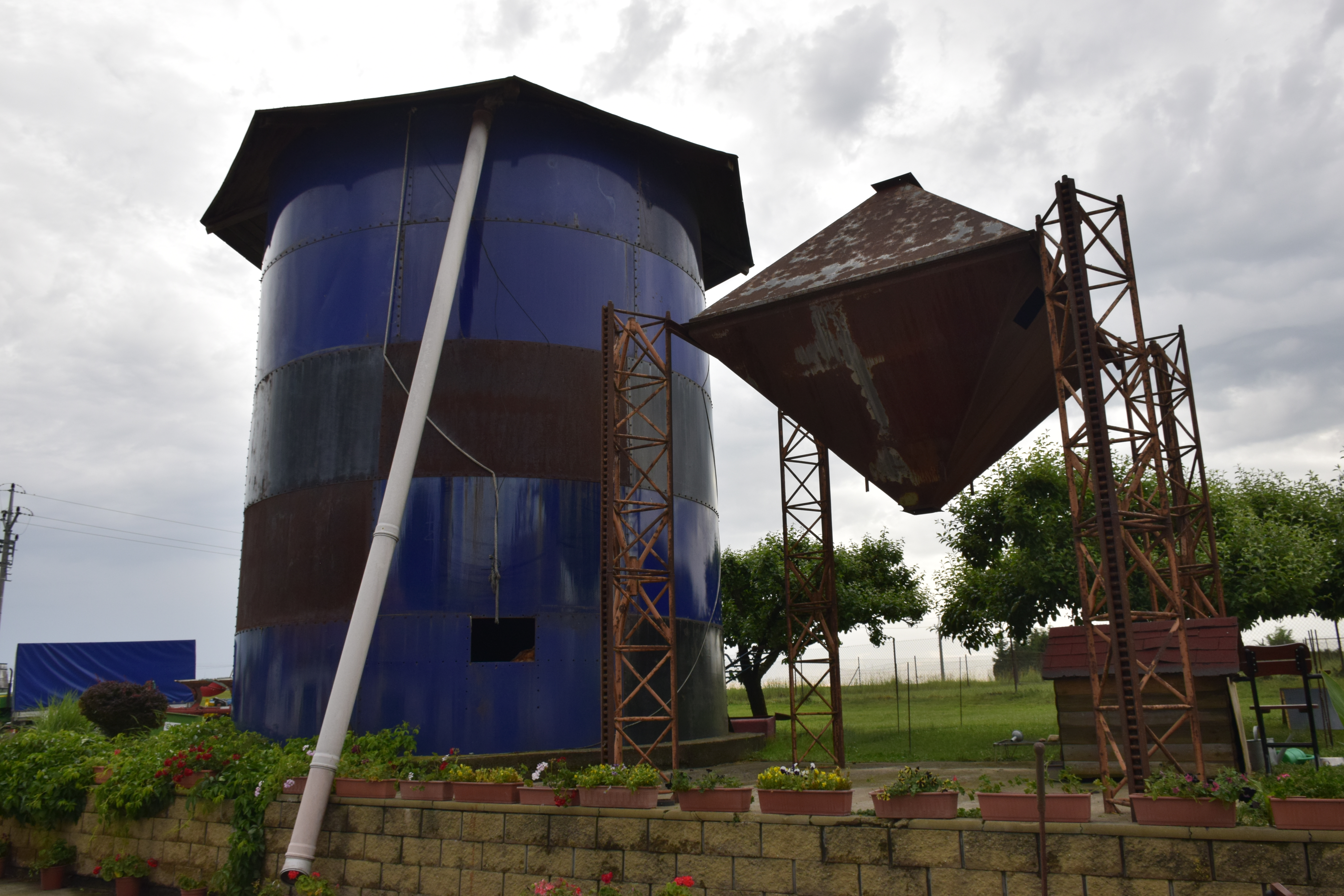
Silo v pivovaru
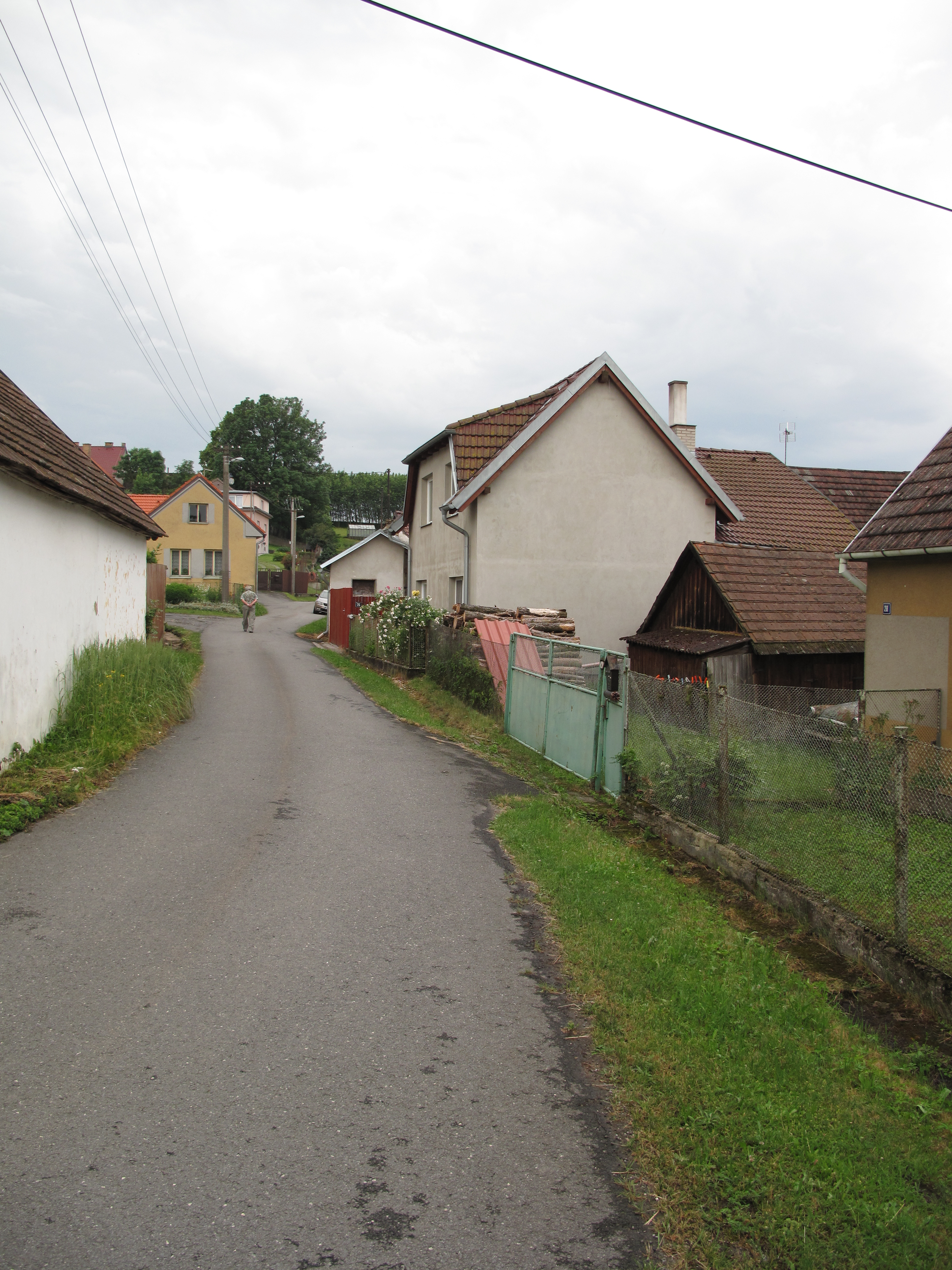
Cesta mezi domy
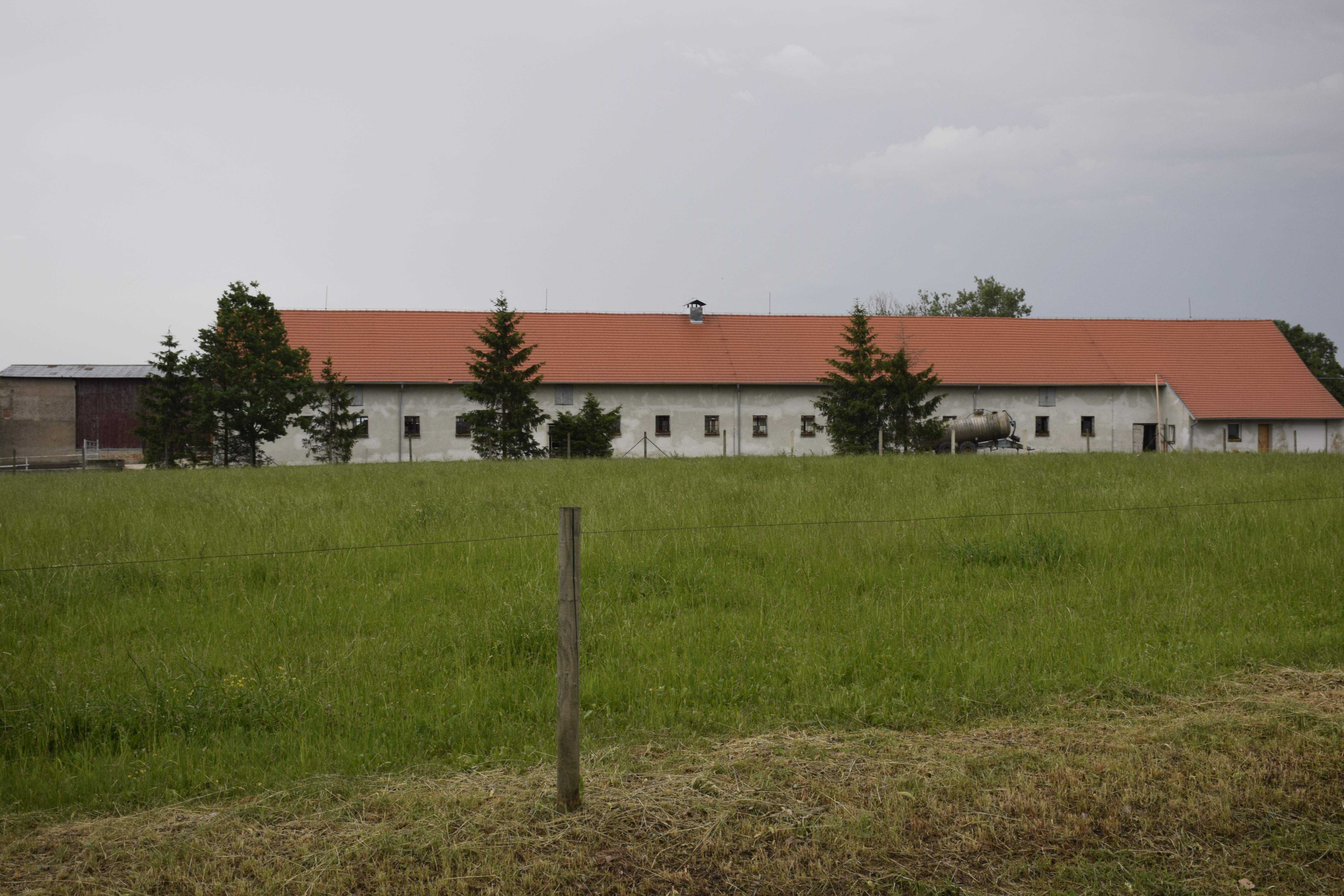
Statek
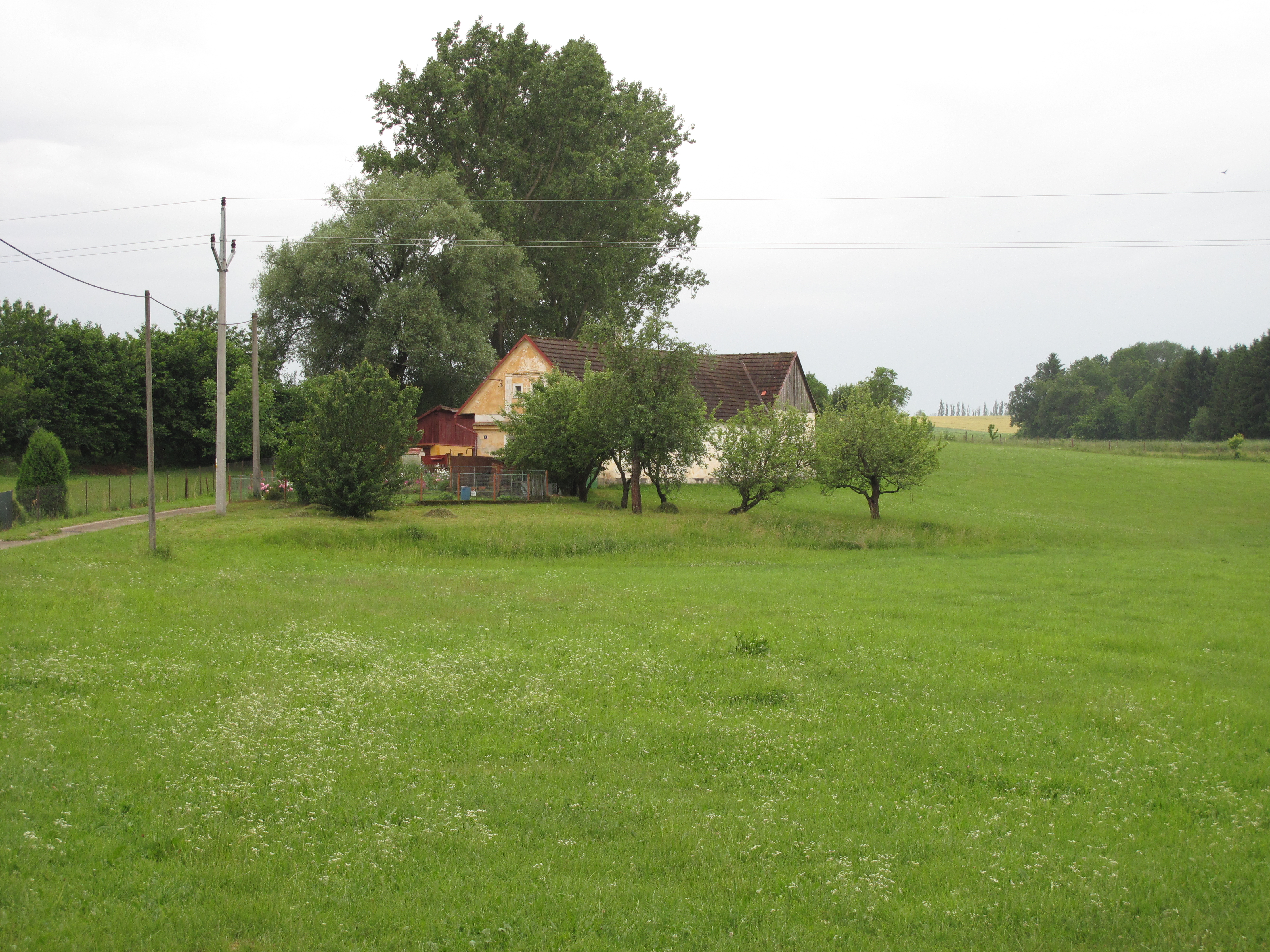
Chalupa